# Villa Wachholtz

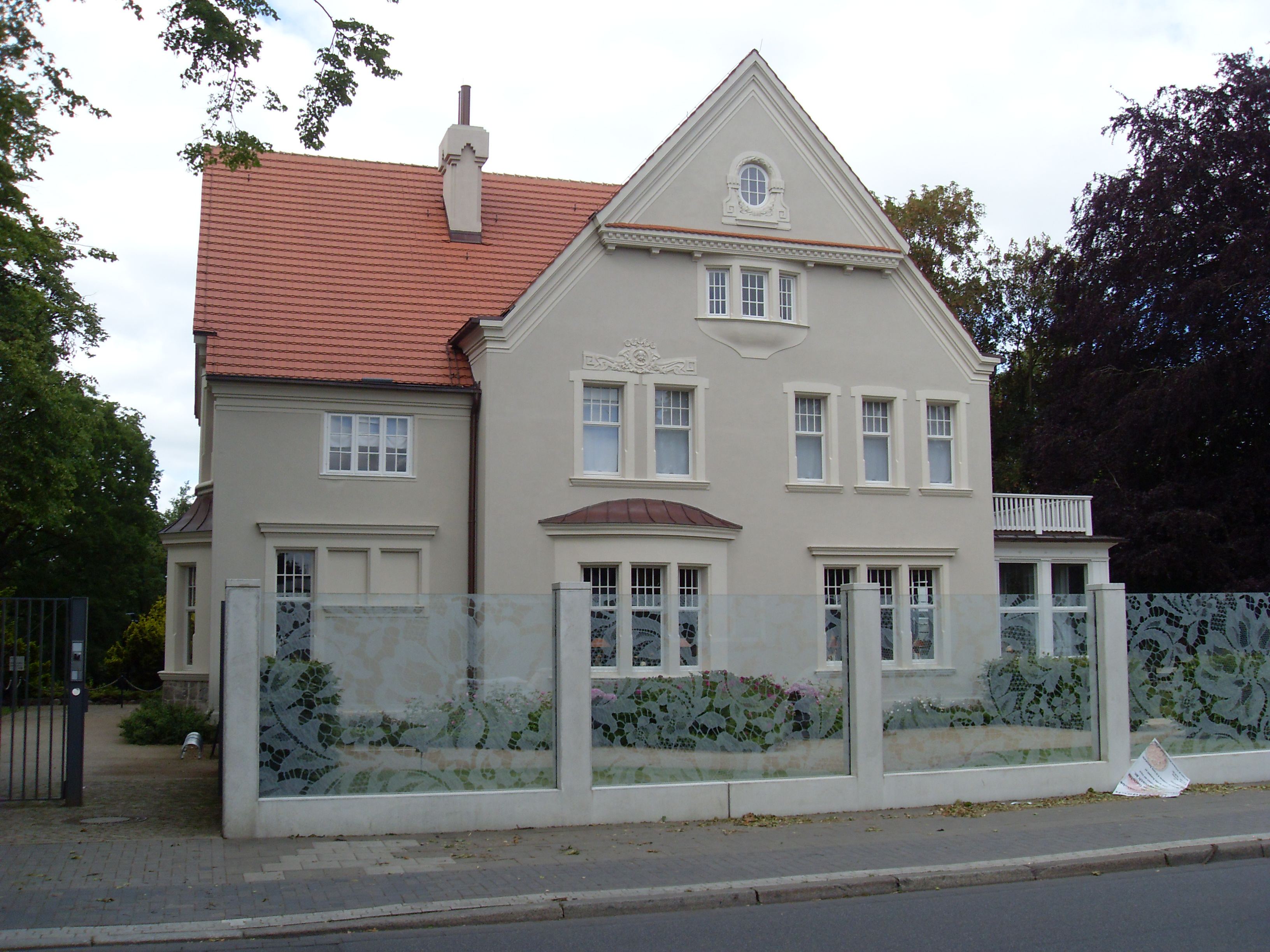
Villa Wachholtz

Die Villa Wachholtz ist eine 1903 von dem Kieler Architekten Hans Schnittger im Jugendstil errichtete Villa in Neumünster in Schleswig-Holstein.
Sie liegt in einem etwa drei Hektar großen Landschafts- und Skulpturengarten im Stadtteil Brachenfeld. Die 700 m² große Villa entstand im Jahr 1903 im Auftrag des Buntpapierfabrikanten Paul Ströhmer. Das Verlegerehepaar Else und Karl Wachholtz, Ströhmers Neffe, ließen ab 1924 die Villa durch den Neumünsteraner Architekten Friedrich Willem Hain umbauen. Zu den Umbauten und Ergänzungen gehörten eine holzverkleidete Glasveranda und eine verglaste Überdachung an der Nordseite des Hauses.
Nach dem Zweiten Weltkrieg wurde die Villa von britischen Besatzungssoldaten genutzt, anschließend wurde sie in den Jahren 1957 bis 1963 als Heim für jugendliche Spätaussiedler verwendet. In den Jahren 1963 bis 1975 war hier die Evangelische Arbeitsgemeinschaft für Soldatenbetreuung untergebracht und in den Folgejahren wurde das Gebäude als diakonisches Beratungszentrum Mittelholstein genutzt. Im Jahr 2004 ging der Besitz von der Stadt Neumünster an die Herbert-Gerisch-Stiftung über. In den Jahren 2006 und 2007 wurde die Villa aufwendig restauriert und steht heute unter Denkmalschutz.
In den Räumen finden Wechselausstellungen zeitgenössischer Malerei, Grafik, Fotografie, Skulptur und Videokunst der Herbert-Gerisch-Stiftung statt.